# 天野麻菜
天野 麻菜（あまの まな、1991年10月14日 - ）は、日本の女優、グラビアアイドル、ラウンドガール。大阪府出身。靴のサイズ23cm。PKP所属。

## 来歴
2009年に芸能界入り。ミスiD2013ファイナリスト。
2018年11月からボクシング・ラウンドガールを務める。所属事務所からこの話を受けた時、最初はオファーを断ったが、実際のボクシングの試合会場での試合とリングガールを見てその凄みを感じ引き受けることにした。以後、約4年間で通算50大会近くを務めた。リングガールを務める際は自身でも身体を鍛え、世界戦では4kg絞るようにしている。これは選手にとって大事な試合であることから自身もベストな状態で臨みたいと思っている為。
2019年7月に行われた村田諒太vsロブ・ブラントのWBA世界ミドル級タイトルマッチで村田が王座を奪還した際に涙を流していたことで「涙のリングガール」として話題になる。
2022年には約8年ぶりにグラビアアイドル業にも復帰。同年3月、プラチナムプロダクションを退所。一時、フリーで活動をしていたが、現在はPKPに所属。同年11月、ファースト写真集を発売。
日本グラビアクイーンコンテスト2022セミファイナリスト。
2023年現在は、雪平莉左と共にFUJI BOXINGのリングガールを務める。

## 人物
趣味は落語、サウナ、映画。特技は効きビール、フットサル。11年以上、4,000日以上にわたり、毎日ビールを飲む動画を公開している。
高校2年の時進級できないことがわかると、即断で荷物をまとめ芸能人になるため上京した。母とはけんかするように家を飛び出したという。

## 出演

### 映画
- 『サマーソング』（2016年）[2]
- 『THE BAD LOSERS』[12]（2021・2022年）[2]

### ドラマ
- 『ウルトラマンギンガ』（2013年、テレビ東京） - 雑誌のグラビア（写真出演）
- 『特命おばさん検事! 花村絢乃の事件ファイル4』（2015年、テレビ東京） - 成宮信子法律事務所の受付 役
- 『リーガルV〜元弁護士・小鳥遊翔子〜』（2018年、テレビ朝日）
- 『3Bの恋人〜付き合ってはいけない職業男子との恋遊戯〜』（2021年、朝日放送）
- 『ゲキカラドウ』（2021年、テレビ東京）
- 『オー!マイ・ボス!恋は別冊で』（2021年、TBSテレビ）

### 配信ドラマ
- すんドめ（2023年11月1日、全6話、ABEMA） - 桜庭かおり（保健の先生） 役[13]

### 舞台
- タクフェス特別公演『WHAT A WONDERFUL LIFE!』[14]（2016年）
- 演劇集団イヌッコロ『いえないアメイジングファミリー』[15]（2017年） - ヒロイン
- タクラボ第3弾 新春ショートショート『THE お年玉』（2024年）[16]

## 出版

### 写真集
- 『なまのまな』（2022年11月25日、ワニブックス）ISBN 4847084586

### デジタル写真集
- 【デジタル限定】天野麻菜写真集「REAL&SEXY」 週プレ PHOTO BOOK[17]

## 作品

### イメージDVD
- マナザシ（2013年8月23日、リバプール）
- マナーモード（2015年2月20日、イーネット・フロンティア）